# Azalá

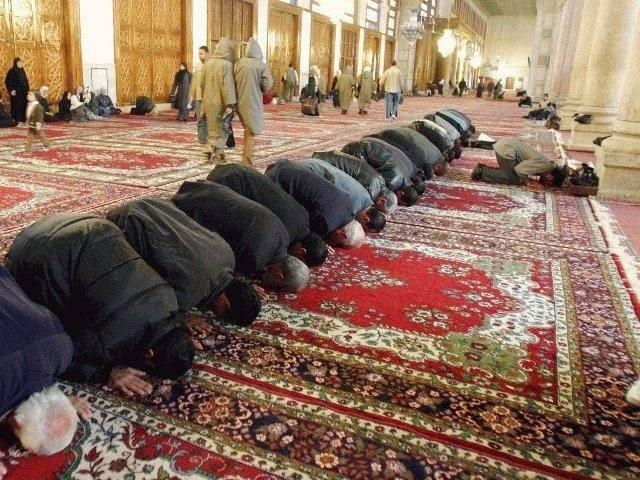
Musulmanes orando

El azalá o la zalá (del árabe andalusí aṣṣalá, y este del árabe صلاة‎, ṣalāh) es la oración de los musulmanes, la cual se caracteriza por sucesivos ciclos de levantarse, arrodillarse y postrarse. Comúnmente se llama así a las cinco oraciones diarias obligatorias del islam, uno de los cinco pilares. Como tal, el rezo ritual es obligatorio
El azalá debe ser realizado en lengua árabe, dentro de las habilidades del orador (aunque la aduá posterior no necesariamente debe serlo), y debe ser recitado de memoria, aunque los principiantes pueden usar ayuda escrita. No obstante, y dado el creciente número de conversos en países no araboparlantes, se considera aceptable un tiempo de adaptación en el cual la recitación del Corán puede hacerse o leerse en la lengua nativa, si bien en silencio, durante los azalás realizados en casa.[cita requerida]
Todos los azalás deben hacerse dentro de su tiempo predeterminado con el apropiado número de series de movimientos. Mientras que pueden ser orados en cualquier punto dentro del tiempo predeterminado, pero nunca antes, se considera mejor hacerlo al principio del período, cuando la llamada a la oración anuncia el comienzo. Cuando se está muy alejado de una mezquita para oír la llamada, se puede determinar el tiempo por la posición del sol en el cielo.

## Terminología
Ṣalāh es una palabra árabe cuyo significado básico es «una reverencia, homenaje, la adoración, la oración, el rezo». En su uso español, la referencia de la palabra casi siempre se limita al culto islámico formal, obligatoria se describe en este artículo.
Traducir ṣalāh como «la oración» no se suele considerar lo suficientemente preciso, ya que «la oración» puede indicar varias formas diferentes de relacionarse con Dios; la oración personal o súplica se llama aduá (del árabe, دُعَاء duʿāʾ; literalmente ‘invocación’) en el uso islámico.
Asimismo, los musulmanes usan varios términos para referirse al azalá en función de su lengua o cultura. En muchas partes del mundo, incluidos muchos países no árabes como Indonesia, el término árabe ṣalāh se utiliza. El otro término mayor es la palabra persa namaz (en persa: نماز‎), utilizada por los hablantes de las lenguas indoiranias (por ejemplo, el curdo, el urdu o el hindi). La persona que realiza la oración es referida como musalli.

## Importancia

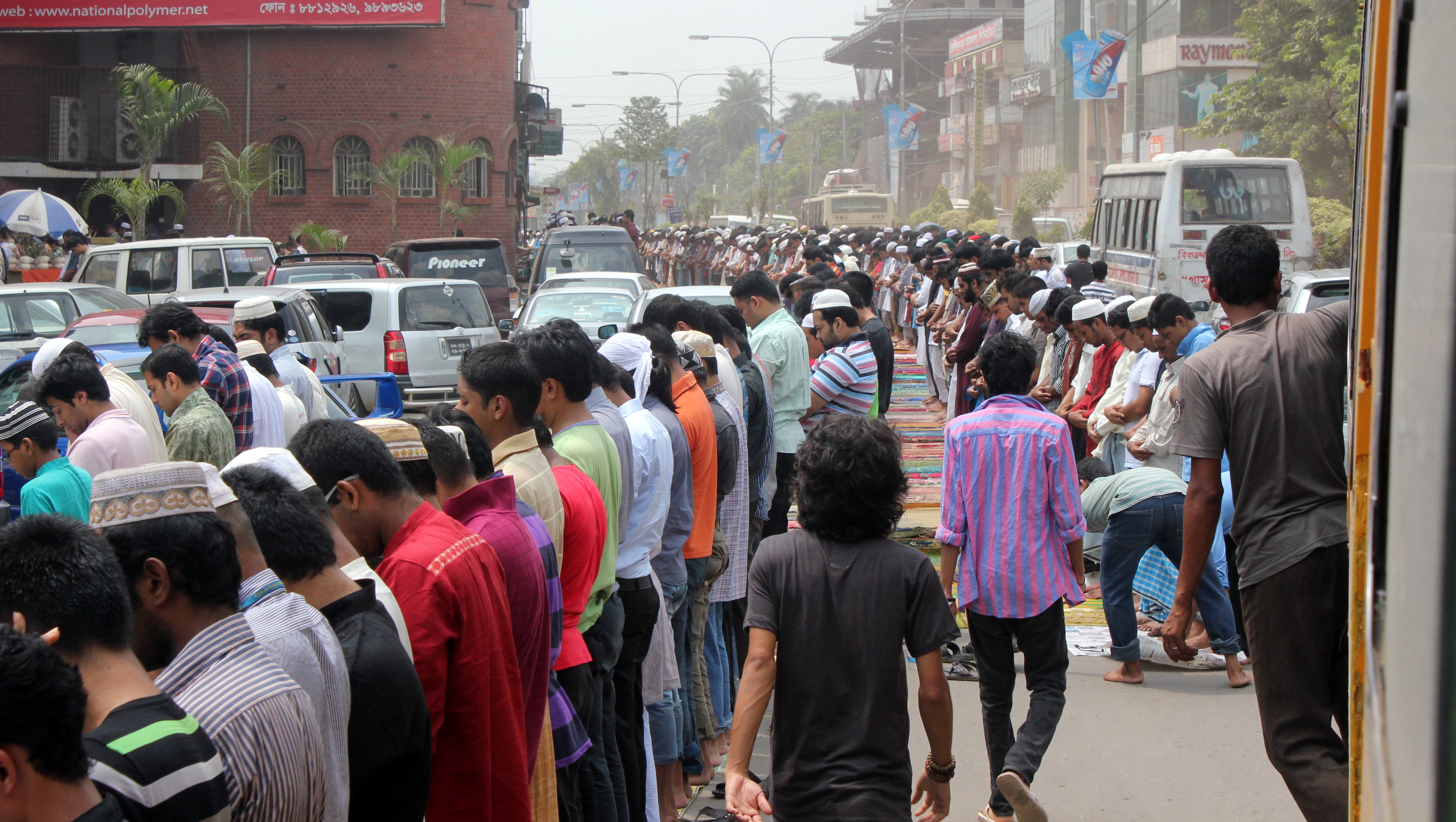
Azalá en Daca, Bangladés

El azalá es uno de los actos más importantes de la religión islámica. Si éste es aceptado por Dios, todos los restantes actos del creyente le serán aceptados.
El musulmán debe tener la precaución de no orar apresuradamente, de recordar a Dios con humildad y sinceridad, de estar consciente de a quién se está dirigiendo y de considerarse muy pequeño ante la majestuosidad y grandeza del creador del universo.
Durante el azalá el musulmán debe arrepentirse de sus pecados, pedir perdón por ellos, debe alejarse de todos aquellos actos y pensamientos que constituyen un obstáculo entre el siervo y su creador.
- Unos Hadices acerca del Salat:

Dijo  Imam Ali: «Si la persona que se encuentra rezando supiera la misericordia que le está cubriendo, no levantaría su cabeza de la prosternación.»
Dijo  Imam Al-Baqir: «Lo primero que se le computa al siervo es la oración, y si la misma es aceptada, todo lo demás le será aceptado (y si no es así el resto de sus acciones no le ocasionarán beneficio alguno).» 
Dijo  Mensajero de Dios: «Observad las oraciones, que por cierto que Dios, Exaltado y Engrandecido Sea, cuando acontezca el día de la Resurrección requerirá al siervo, y lo primero que le preguntará es respecto a la oración, y si las presenta completas (será bienaventurado), y si no es así, será arrojado al fuego.» 

## Azalás obligatorios
El islam manda los siguientes azalás:
1. El azalá cotidiano.[8]
2. El azalá del fallecido.
3. El azalá de los fenómenos naturales. La oración es obligatoria en tres casos: 
a) Por un eclipse de Sol. 
b) Por un eclipse de Luna. 
c) Por un terremoto, aunque sea leve y nadie tema por él. Y también, según precaución meritoria, en caso de que haya truenos, rayos, relámpagos, vientos huracanados, etc. que produzcan temor general en la población o que provoquen temor entre la mayoría de las gentes.[9]
4. El azalá de vueltas rituales en torno a la Kaaba en la Peregrinación.
5. Los azalás que no hizo el padre en pago son obligatorias para el hijo mayor. Si el padre no ha realizado sus oraciones, habiendo podido recuperarlas en vida, será obligación del hijo mayor recuperarlas, siempre y cuando el difunto no las haya omitido por desobediencia (a la orden de Dios), según precaución obligatoria, o bien podrá el hijo contratar a una persona para que las realice. Si las oraciones no realizadas perteneciesen a la madre, no será necesaria su compensación por parte del hijo mayor, aunque es preferible hacerlo.[10]
6. El azalá por la promesa.[7]

## Instrucciones sobre el azalá
- Cantidad. Conocimiento del número (cantidad) y tiempo del azalá. El alasá es obligatorio realizarlo en un específico momento basado en la posición del sol en el cielo.
- Taharah. Interpreta el Wudu o el Ghusal, dependiendo de sus requerimientos. Se debe interpretar el Ghusl si una persona ha tenido relaciones sexuales, después de secretar fluidos sexuales.

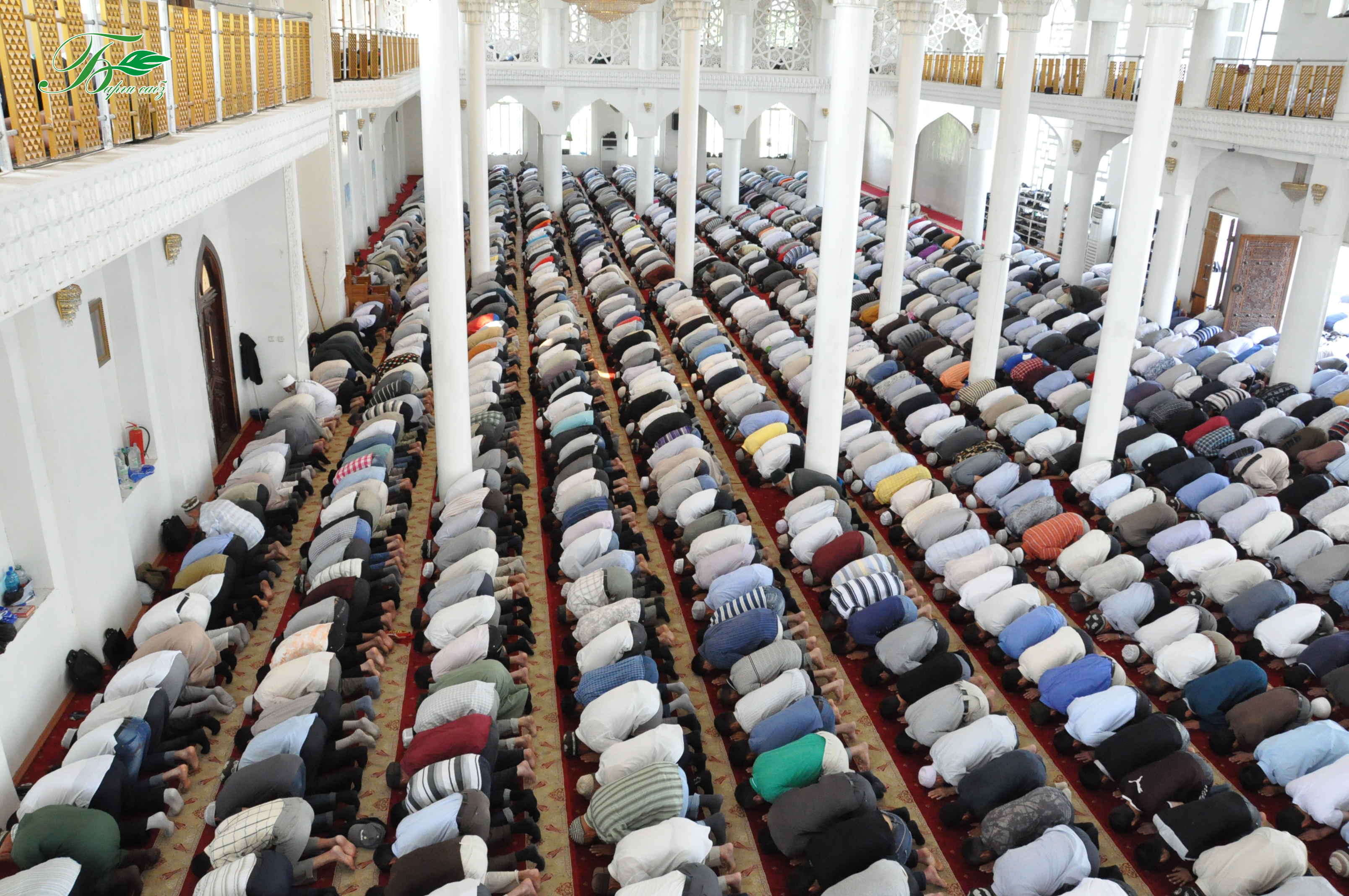
Tayikistán

Según lo que dicen algunos hadices y aleya del Corán respecto al Wudu:
¡Oh, los que creéis! Cuando os pongáis en pie para la oración, lavad vuestra cara y vuestras manos hasta los codos y pasad la mano [húmeda] por vuestras cabezas y por vuestros pies hasta los empeines. Y, si estáis impuros, purificaos y si estáis enfermos o de viaje o alguno de vosotros viene de hacer sus necesidades o habéis mantenido relaciones con las mujeres y no encontráis agua, purificaos con tierra pura, pasando las manos con ella por vuestros rostros y por vuestras manos. Dios no desea imponeros una carga, sino que quiere que os purifiquéis y completar Su favor sobre vosotros para que así, quizás, agradezcáis.
- Qiblah. Orientarse hacia La Meca.[16][17]
- Vestimenta. Purificarse y ponerse vestimentas limpias. Cada vez que un hombre hace el rezo debe cubrir sus partes íntimas, sin embargo, será mejor todavía si se cubre desde la cintura hasta las rodillas; la mujer debe cubrirse por completo, aunque tiene permitido dejar al descubierto la cara, las manos y los pies hasta los tobillos.
- Lugar. El lugar de la oración no debe ser un lugar usurpado.[18]

### Las cinco oraciones obligatorias diarias
1. La salat del alba (Al-Fajr), dos ciclos. Antes del llamado a la oración del alba aparece en el oriente una blancura que se va elevando y que se denomina primer alba. Cuando la misma se extiende se denomina segunda alba y ese es el momento exacto en que comienza el horario de esta oración. Este horario culmina momentos antes de la salida del sol.
2. La salat del mediodía (Al-Dhuhr), cuatro ciclos. El horario para realizar la oración del mediodía comienza al mediodía —cuando el sol empieza a declinar— y termina justo cuando hay tiempo suficiente para realizar la oración de la tarde. (Es obligatorio en los viernes hacer el salat Yumu'ah (azalá del viernes). El salat del viernes tiene dos ciclos y dos sermones (jutbas) antes de ellos.[19]
3. La salat de la tarde (Al-Aasr), cuatro ciclos.
4. La salat del ocaso (Al-Magrib), tres ciclos y su tiempo es desde el ocaso hasta que haya tiempo suficiente para la oración siguiente de cuatro ciclos, antes de la medianoche.
5. La salat de la noche (Al-Ishá), cuatro ciclos y su tiempo es desde pasado tres ciclos del ocaso hasta medianoche.[20]

## Taharah
Antes de entrar en salat se debe tener taharah (limpio) y a tres formas se puede hacer taharah:

### Wudu’

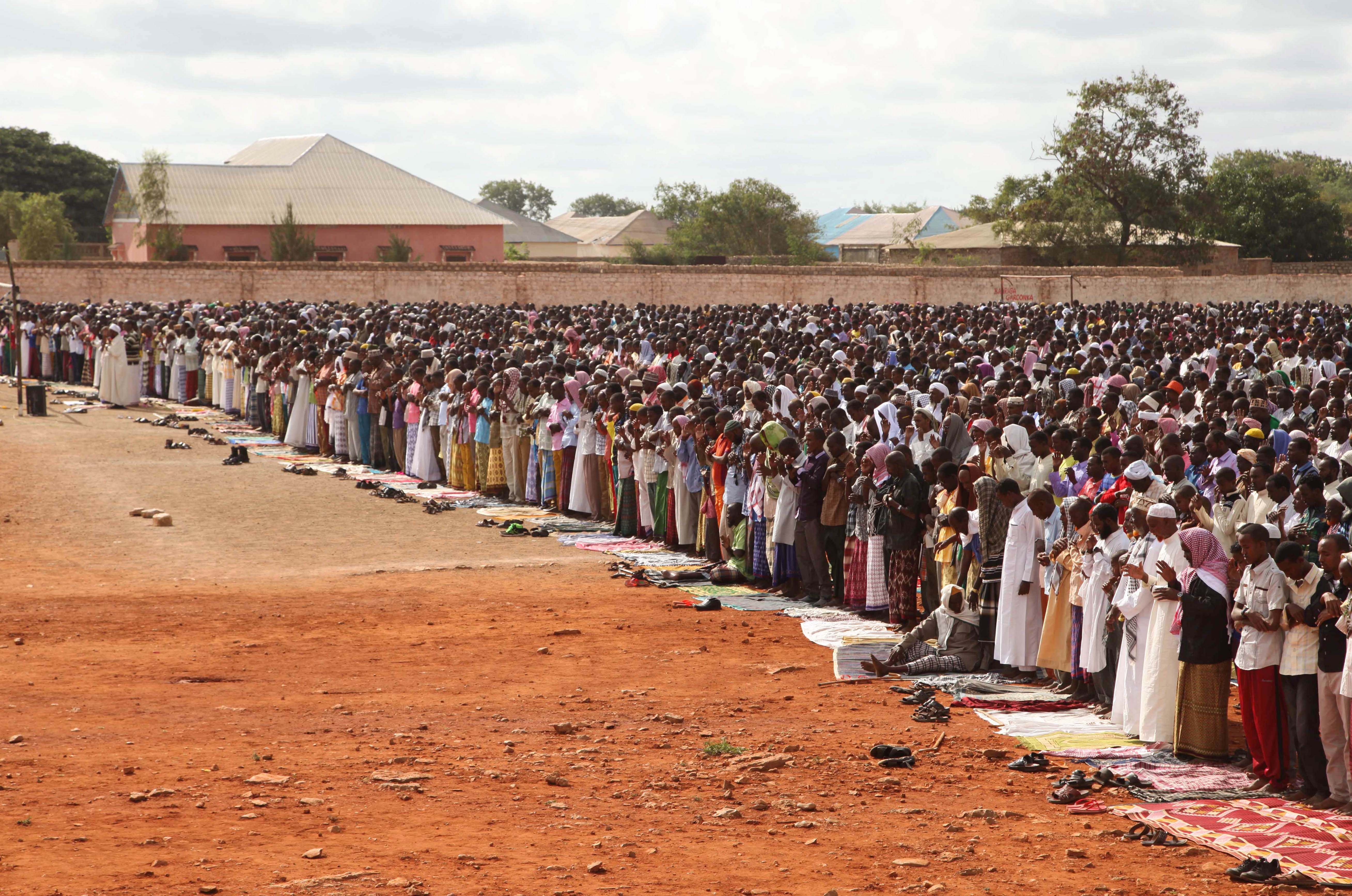
Somalia

Comienza con la intención, es decir, poniendo en el corazón la decisión de hacer wudu’ para acercarnos a Dios Altísimo. Tras ello, realizare los actos siguientes:
Primero:  Lavamos nuestras caras desde la parte de la frente en donde nace el pelo hasta la barbilla, con ayuda de nuestra mano derecha, haciendo que el agua descienda siempre desde la parte superior de la cara hacia la inferior.
Segundo:  Lavamos nuestra mano derecha desde el codo hacia los dedos, cuidando siempre de que el agua descienda.
Tercero:  Lavamos nuestra mano izquierda desde el codo hacia los dedos, cuidando siempre que el agua descienda, es recomendable mientras lavamos la mano izquierda.
Cuarto:  Pasamos tres dedos de la mano derecha por nuestra cabeza, desde la coronilla hacia adelante, mojándola con lo que nos queda en la mano del agua del wudu’ y sin coger más agua que la que queda en nuestros miembros y cuidando de no llegar hasta la frente, es recomendable, mientras pasamos la mano húmeda por la cabeza.
Quinto:  Pasamos la palma de la mano derecha por la superficie del pie derecho, desde la punta de los dedos hasta el empeine, mojándolo con el resto del agua que nos queda en la mano, sin coger más agua, es recomendable mientras pasamos la mano derecha por el pie derecho.
Sexto:  Pasamos la palma de la mano izquierda por la superficie del pie izquierdo, desde la punta de los dedos hasta el empeine, mojándolo con el resto del agua que nos queda en la mano, sin coger más agua, es recomendable, mientras pasamos la mano izquierda por el pie izquierdo.
Las cosas que anulan el wudu’: 
- La salida de orina,
- La expulsión de excrementos,
- La expulsión de gases,
- El sueño profundo,
- La locura bella,
- La pérdida de la consciencia,
- La embriaguez,

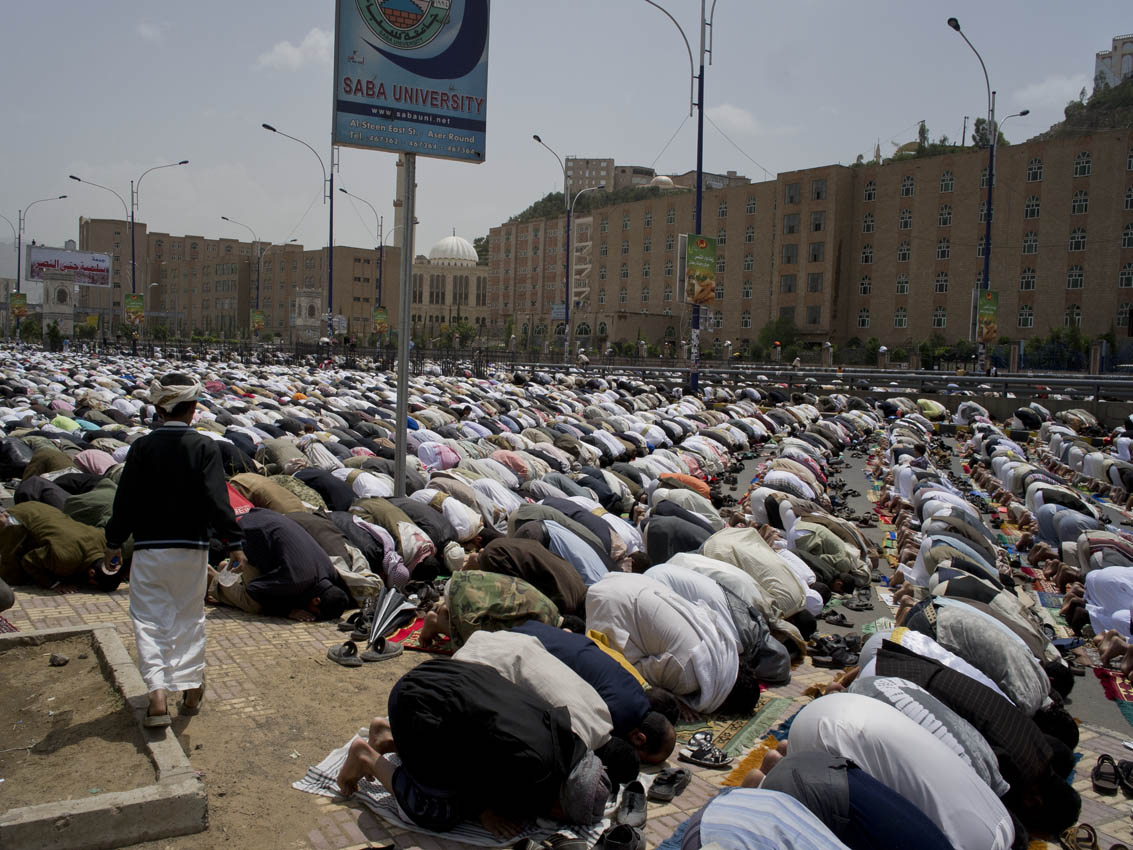
Saná, Yemen

- Todo lo que hace obligatorio el baño ritual (Ghusl).[25]

Para qué es obligatorio el wudu’:
- Para toda oración obligatoria o voluntaria, excepto para la oración del muerto,
- Para el pago de la Sajdah y el Tashahod de olvido,
- Para el Tawaf (las vueltas alrededor de la Kaaba) obligatorio en el Hayy y la ‘Umra,

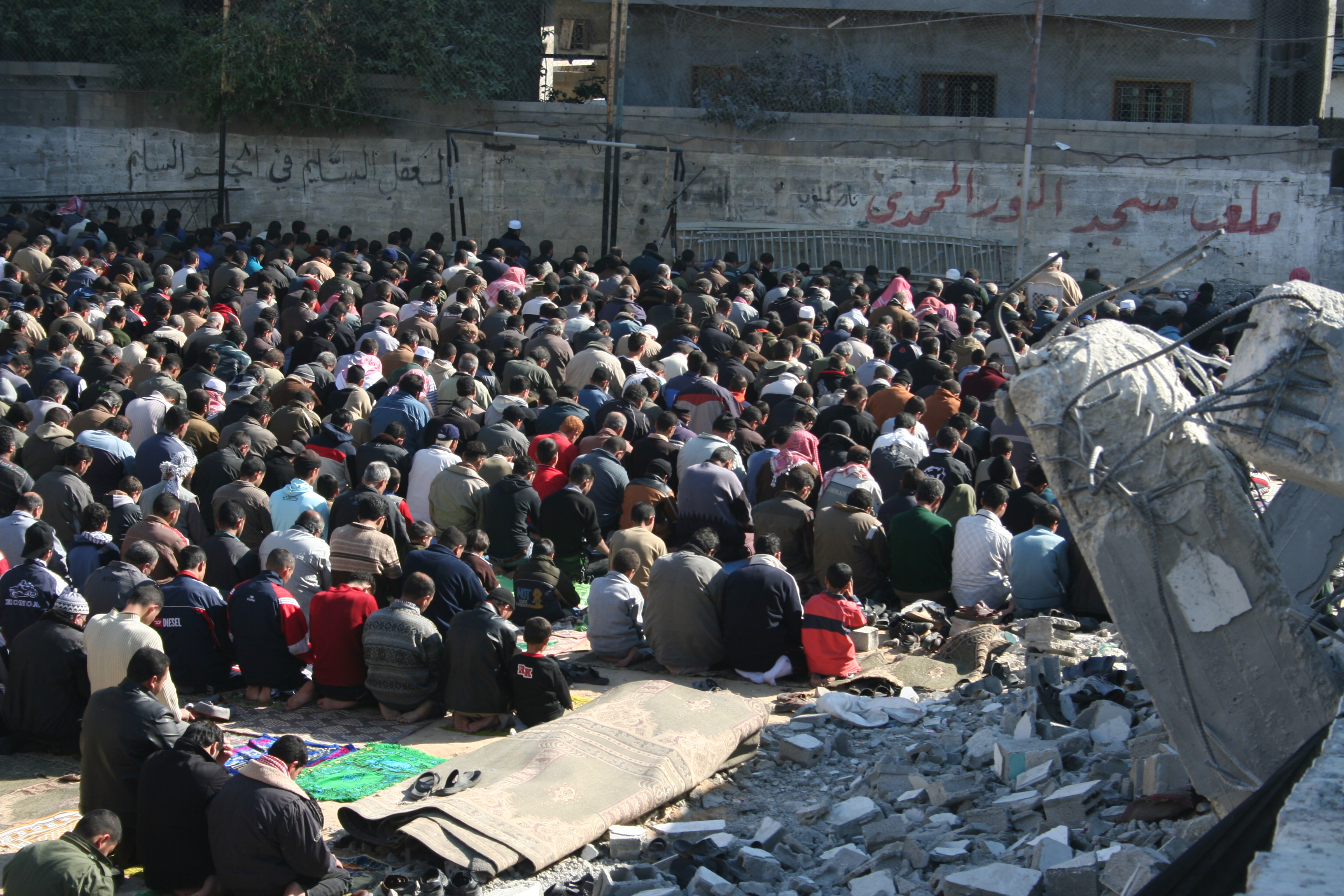
Franja de Gaza

- Para tocar el sagrado Corán.

### Taiammum
El Taiammum o Purificación con Tierra Limpia:
¿Cuándo hacer Taiammum?: Cuando no se posea agua suficiente para hacer el wudu’.
¿Con qué hacer Taiammum?:
1. Con polvo y arena,
2. Con piedras y rocas, y
3. con grava y todo aquello que puede denominarse tierra limpia.

¿Cómo hacer Taiammum?: se comienza con la intención, luego realizaremos los actos siguientes:
Primero: golpear suavemente sobre la tierra con las palmas de ambas manos simultáneamente.
Segundo: pasar las palmas de las manos por la frente y las sienes, desde el límite del pelo de la frente hasta el comienzo de la nariz, con un movimiento descendente. 
Tercero: pasar la palma de la mano izquierda sobre la superficie de la mano derecha, desde la muñeca hasta la punta de los dedos de la misma, cuidando de que el sentido de la acción sea descendente.
Cuarto: pasar la palma de la mano derecha sobre la superficie de la mano izquierda, desde la muñeca hasta la punta de los dedos de la misma, cuidando de que el sentido de la acción sea descendente.

### El baño ritual completo (Ghusl)
El Baño completo para la purificación se requiere en las siguientes circunstancias:  
Por eyaculación; por la menstruación; por el parto; por anormalidad menstrual; por tocar al difunto; para el difunto; y por las promesas obligatorias.
Si una persona ha realizado el baño completo por eyaculación, no deberá hacer la ablución para el rezo. El baño ritual completo se puede realizar por etapas o de forma integral. ( Es necesario lavar las partes del cuerpo sucias y limpiarlas antes de realizar el baño ritual completo.)
- Baños obligatorios (Ghusl)

Es obligatorio realizar el baño completo por siete razones:
1. Por eyaculación (yanábat).
2. Por menstruación (hayd).
3. Por el parto (nafás).
4. Por sangrado irregular o fuera del período (istihádah).
5. Por tocar un cadáver humano (massul-mayyit).
6. El baño al difunto.
7. Por promesas, votos o juramentos determinados.[28]

- ¿Cómo se realiza el Ghusl por etapas?

1. Tener intención de hacer el Ghusl .
2. Lavar la cabeza y el cuello.
3. Lavar la parte derecha del cuerpo, desde los hombros hasta la punta del pie.
4. Lavar la parte izquierda del cuerpo, desde los hombros hasta la punta del pie.[25]

## Calidad de azalá

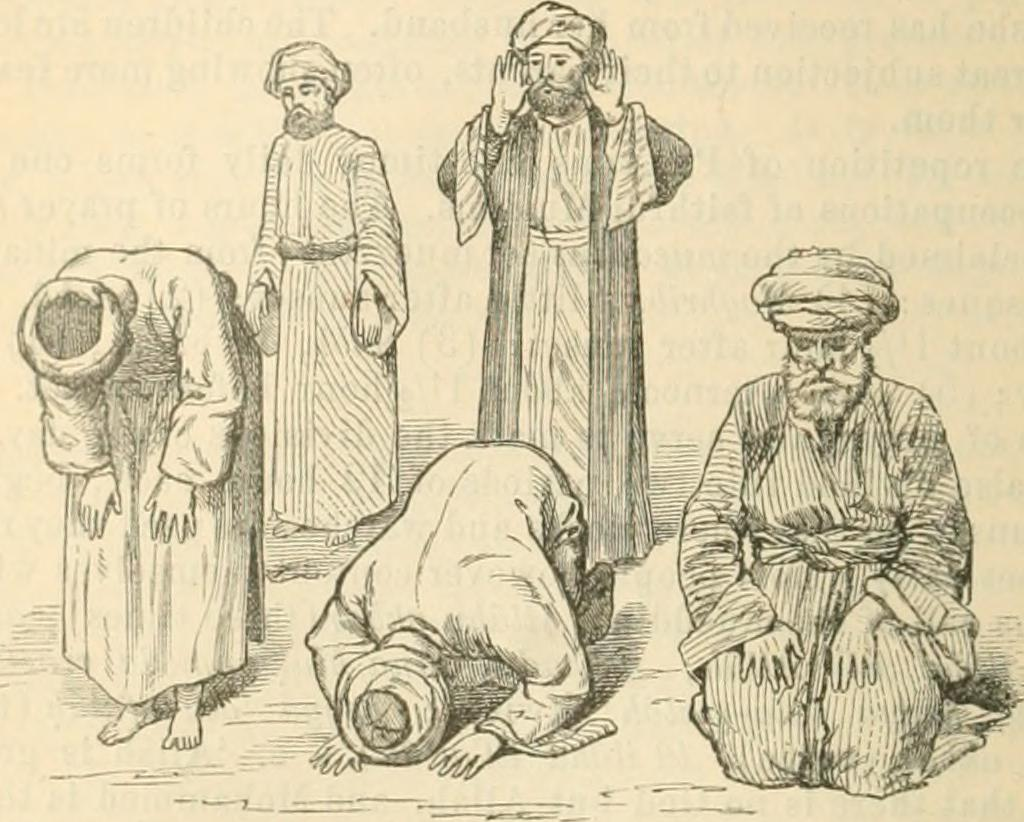
Los movimientos de la azalá que consituyen una rak'ah. De izquierda a derecha: rukū', qiyām/i'tidal, sujūd, takbīr y qu'ūd/julūs.

- Es preferible pronunciar el Adhán (llamado a la oración)[29] y el Iqamah (segundo llamado a la oración), de pie y en dirección a la Kaaba (alquibla).[30]

| Dios es el más Grande:                          | الله اکبر               | Allahu Akbar (4 veces)                          |
| Atestiguo que no hay dios más que Dios:         | اشهد ان لا اله الاّ اللّه | Ashhadu an la Ilaha il-la Al-láh (2 veces)      |
| Atestiguo que Muhammad es el mensajero de Dios: | اشهد انّ محمّداً رسول‌اللّه  | Ashhadu an-na Muham-madan Rasulul-láh (2 veces) |
| Apresúrense a la Oración:                       | حیّ‌علی‌الصّلاة             | Haiia ‘ala assalat (2 veces)                    |
| Apresúrense a la salvación:                     | حیّ‌علی الفلاح            | ‘Haiia ‘ala al falah (2 veces)                  |
| Dios es el más Grande:                          | الله اکبر               | Allahu Akbar (2 veces)                          |
| No hay Dios más que Dios:                       | لا‌إلـه إلاّ اللّه         | La Ilaha il-la Al-láh (2 veces)                 |
- Después de Azan e Iqamah se comienza el salat:[31]
- El primer ciclo (raka’): Después de decir la niya, el musulmán debe recitar el Takbir ("exaltación"), elevando los brazos para el cielo:[32]

| Dios es el más Grande: | الله اكبر | Allāhu akbar |
- En primer Rakaát o Ciclo, en seguida, el fiel recita el primer capítulo del Corán, denominado Fatiha ("La abertura"):[33]

| En nombre de Dios, el Clemente, el Misericordioso:                            | بِسْمِ ٱللَّهِ ٱلرَّحْمَـٰنِ ٱلرَّحِيم                              | Bismillāh ir-raḥmān ir-raḥīm                                            |
| alabado sea Dios, Señor del Universo,                                         | ٱلْحَمْدُ لِلَّهِ رَبِّ ٱلْعَـٰلَمِين                                | al-ḥamdu li-l-lāhi rabb il-ʿālamīn                                      |
| Clemente y Misericordioso,                                                    | ٱلرَّحْمَـٰنِ ٱلرَّحِيم                                       | Ar-raḥmān ar-raḥīm'                                                     |
| Soberano del Día del Juicio,                                                  | مَـٰلِكِ يَوْمِ ٱلدِّين                                       | Maliki yawm id-dīn                                                      |
| solo a Ti adoramos y solo de Ti imploramos ayuda;                             | إِيَّاكَ نَعْبُدُ وَإِيَّاكَ نَسْتَعِينُ                               | Iyyāka naʿbudu wa iyyāka nastaʿīn                                       |
| guíanos por recta senda,                                                      | ٱهْدِنَا ٱلصِّرَ ٰط ٱلْمُسْتَقِيمَ                                | Ihdina ṣ-ṣirāṭa l-mustaqīm                                              |
| por senda de los que agraciaste, y no de los abominados ni de los extraviados | صِرَ ٰطَ ٱلَّذِينَ أَنْعَمْتَ عَلَيْهِمْ غَيْرِ ٱلْمَغْضُوبِ عَلَيْهِمْ وَلاَ ٱلضَّاۤلِّينَ | ṣirāṭa l-laḏīna anʿamta ʿalayhim ġayr ul-maġḍūbi ʿalayhim wa lā-ḍ-ḍālīn |
- Y luego se recita el sura de 'La fe pura' (Al-ijlas) o cualquiera de los suras cortos:[34]

| En nombre de Dios, el Clemente, el Misericordioso: | بِسْمِ ٱللَّهِ ٱلرَّحْمَـٰنِ ٱلرَّحِيم | Bismillāh ir-raḥmān ir-raḥīm  |
| Di: Él es Dios, Uno:                               | قُلْ هُوَ اللَّهُ أَحَدٌ          | Qul hual lahu áhad            |
| Dios autosuficiente,                               | اللَّهُ الصَّمَدُ              | Al lahu Samad                 |
| No ha engendrado ni ha sido engendrado,            | لَمْ يَلِدْ وَلَمْ يُولَدْ         | Lam ialid wa lam iúlad        |
| Ni existe semejante alguno a Él;                   | وَلَمْ يَكُن لَّهُ كُفُوًا أَحَدٌ     | Wa lam iakun lahu kufuan áhad |
- Luego se dice:

| Dios es el más Grande: | الله اكبر | Allāhu akbar |
- Y posteriormente se inclina la espalda hasta colocar las manos sobre las rodillas (Roku') y se dice:[35]

| Alabado Sea Dios el Magno, con Su alabanza. | سبحان ربی العظیم وبحمده | Sub hana Rabbil ‘Adzim wa bihamdihi |
- Se pone nuevamente de pie (Qiyam) y se dice:

| Dios escucha a quien Le alaba | سمع الله لمن حمده | Sami‘al lahu liman hamidah |
- Luego se dice:

| Dios es el más Grande: | الله اكبر | Allāhu akbar |
- Luego, se hace la prosternación (Sajdah) y se debe colocar el frente, las palmas de las manos, las rodillas y la punta del primer dedo de cada pie sobre el suelo (observación: la frente debe apoyarse sobre algo que no sea de materia comestible ni se pueda vestir), y se dice:[36]

| Alabado Sea Dios el más Elevado, con Su alabanza. | سبحان ربی الاعلی و بحمده | Subhána rabbí al-a‘la wa bi hamdih. |
- Sentarse después de la primera prosternación, Luego se sienta por un instante y se dice:

| Dios es el más Grande: | الله اكبر | Allāhu akbar |
Y se vuelve a la prosternación y de nuevo se dice:
| Alabado Sea Dios el más Elevado, con Su alabanza. | سبحان ربی الاعلی و بحمده | Subhána rabbí al-a‘la wa bi hamdih. |
- Al levantarse para comenzar un nuevo ciclo del salat, se dice:

| Con el poder y la fuerza de Dios me levanto y me siento. | بحول الله وقوته اقوم واقعد | Bi haul il lahi wa qúwatihi aqúmu wa aq'ud. |
- El segundo ciclo (raka’)

El segundo ciclo se hace igual que el primero, sin embargo después de recitar el sura de 'La apertura' (Al-fatiha) y el otro sura, es preferible y muy recomendable hacer el qunút,  es decir, levantar las palmas de las manos —como se aprecia en la ilustración— y suplicar a Dios, diciendo:
| Señor nuestro, danos lo bueno en este y en el otro mundo, y libranos del castigo del fuego. | ربنا آتنا في الدنيا حسنة وفي الآخرة حسنة وقنا عذاب النار | Rabbána atiná fid duniá hasanáh wa fil ájirati hasanáh wa qiná ‘adhaban nar. |
- Después del Qunút, debe hacer la inclinación (Roku') y la prosternación (Sajdah), se sienta y se recita el testimonio:[39][40]

| Dios es el más Grande, atestiguo que no hay Dios más que Dios, Único sin asociado a Él: | اَشْهَدُ اَنْ لااِلهَ اِلاّ اللهُ وَحْدَهُ لاشَريكَ لَهُ | Ashhadu an la ilaha il-la Al-láh wajdahu lá sharíka Láh. |
| Y atestiguo que Muhammad es su siervo y Profeta:                                        | وَ اَشْهَدُ اَنَّ مُحَمّداً عَبْدُهُ وَ رَسولُهُ          | Wa ashhadu an-na Muhammadan ‘abduhu wa Rasuluhu          |
| La bendición de Dios Sea sobre el Profeta Muhammad y su familia.                        | أللّهُمَّ صَلِّ عَلى مُحَمَّد وَ آلِ مُحَمَّد           | Al-lahumma sal-li ‘ala Muhammadin wa ali Muhammad        |
- Y para finalizar la oración se recita la salutación (At-taslim):[41]

| La paz de Dios sea contigo, Profeta, y Su misericordia y Su bendición: | اَلَّسلامُ عَلَیْکَ اَیُّهَا النَّبِىُّ وَ رَحْمَةُ اللّهِ وَ بَرَکاتُهُ، | As salámu ‘alaika aiiuhan naibiyu wa rahmatul lahi wa barakátuh. |
| La paz de Dios sea con nosotros y con los siervos justos de Dios:      | اَلسَّلامُ عَلَیْنا وَ عَلى عِبادِ اللّهِ الصّا لِحینَ،      | As salámu ‘alainá wa ‘ala ‘ibadil lahis salihín                  |
| La paz de Dios sea con vosotros y Su misericordia y Su bendición.      | اَلسَّلامُ عَلَیْکُمْ وَ رَحْمَةُ اللّهِ وَ بَرَکاتُهُ            | As salámu ‘alaikum wa rahmatul lahi ua barakátuh                 |
- Una vez se haya recitado la salutación, mientras aún permanecemos sentados, es preferible decir tres veces:

| Dios es más grande | الله اكبر | Allāhu akbar |
- El tercero y el cuarto ciclo (raka’) [42]

Si la persona está haciendo un salat de tres o cuatro ciclos (raka’), después de recitar el testimonio, volveré a ponerse de pie y realizaremos el tercer ciclo. En la oración del mediodía, de la tarde y de la noche, en el tercer ciclo, es obligatorio recitar el sura de 'La apertura' (Al-fatiha) o las cuatro glorificaciones (Tashbihat al-arbah):
| Glorificado sea Dios y la alabanza sea para Dios: | سبحان الله والحمد لله ولا اله إلا الله و الله أكبر | Subhánal lahi wal hamdu lil lahi wa la iláha il lal lah wal lahu akbar |
Después de ello hará la inclinación y la prosternación como en el primero y segundo ciclo; se sentará (sobre las plantas de los pies) y en esta posición recitará el testimonio y la salutación.